# Твин Фолс (Ајдахо)
Твин Фолс (енгл. Twin Falls) град је у америчкој савезној држави Ајдахо.

## Демографија
По попису из 2010. године број становника је 44.125, што је 9.656 (28,0%) становника више него 2000. године.
| Група             | 2000.          | 2010.          |
| Белци             | 30.199 (87,6%) | 36.248 (82,1%) |
| Афроамериканци    | 76 (0,2%)      | 288 (0,7%)     |
| Азијати           | 377 (1,1%)     | 788 (1,8%)     |
| Хиспаноамериканци | 3.066 (8,9%)   | 5.765 (13,1%)  |
| Укупно            | 34.469         | 44.125         |